# ستيوارت رايت
ستيوارت رايت (بالإنجليزية: Stewart Wright)‏ هو ممثل بريطاني، ولد في 12 يناير 1974.

## وصلات خارجية
- ستيوارت رايت على موقع IMDb (الإنجليزية)
- ستيوارت رايت على موقع ميوزك برينز (الإنجليزية)
- ستيوارت رايت على موقع قاعدة بيانات الفيلم (الإنجليزية)